# Кипшак
Кипшак (каз. Қыпшақ) — нині збережене як тюркське плем'я у складі Середнього жуза казахів від давнього народу кипчаків, поширеного від Алтаю до Дунаю. Етнонім «Кипчак» вперше згадується в давньотюркському рунічному пам'ятнику, датованому 760 роком.

## Територія
В даний час живуть у Костанайській, Кизилордінській, Павлодарській, Карагандинській, Акмолінській, Північно-Казахстанській та Туркестанській областях Казахстану. А також в Республіці Дагестан (Ногайський район), Алтайському краї, Омській, Оренбурзькій, Челябінській, Курганській, Новосибірській та Тюменській областях Росії. Ташкентській області Узбекистану, Баткенській, Ошській та Джалалабадській областях Республіки Киргизстан.

## Передісторія
Кипчаки жили на величезній території від озера Зайсан на Алтаї до берегів Дунаю (XI—XII ст.), У пізній період (після XV ст.) жили в основному на території сучасного Центрального Казахстану, на південних берегах Сирдар'ї в її середньому та нижній течії, на берегах Тобола і брали участь у етногенезі казахів та інших тюркських народів (киргизів, татар, башкир та інших). За даними царського перепису, вони селилися в Кустанайському, Перовському, Павлодарському, Омському повітах. Їхнє гасло — «Ойбас», є вихідцями з ханства Абулхайра, брали активну участь в етногенезі казахів та утворення Казахського ханства.

## Чисельність
За даними сільськогосподарського перепису 1899—1912 гг. Кипшаків налічувалося 169 тис. осіб, у тому числі в Кустанайському повіті 47 тис. осіб (41 % казахського населення), в Омському повіті 10,7 тис. осіб (28 %), у Павлодарському повіті — 14,8 тис. (10, 3 %), Акмолінському — 10,9 тис. (6,6 %), у Перовському — 32,9 тис.(22,5 %), Тургайському — 42, 9 (46 %). Кипшаки складали 4,5 % від загальної чисельності казахів у Російській імперії.

## Тамга та Уран
Тамга племені Қос Әліп (Два гіганти). Уран — Ойбас, походить від імені Ойбас-батира, сина кара-кипчака Кобиланди батира.

## Підрозділи
1. Кулан-Кыпшак: Пұсырманқұл, Қайдауыл, Қырымқожа, Бұғаз.
2. Сары-Кыпшак: Китай-Кыпшак: Сагал-Кыпшак: Кара-Кыпшак: Карабалык: Қыдырбай, Қарсақ, Қарта, Жантілес, Шуманақ, Танабұға
3. Колденен: Көлденең Алатай, Қыжық, Былғашы, Шандаяқ, Көккөз, Тасқор, Арық, Науша, Мимық
4. Бултын: Биболат, Ағыс, Шуақ
5. Узун: Алтыбас — Күлеке, Құлшын; Алтыс — Қаз, Келел, Кенжебай
  1. Торы: қитаба, түйішке, көкмұрын, шаш
  2. Шуақ : уәріс, бегіс(меңіс)
  3. Бегіс: жолаба, күрлеуіт, алдаберді
  4. Жолаба: Жангелді, Көселбас, Әбілқасым, Қызылшекпен, Есенкелді, Тоқболат
  5. Есенкелді: Ақбетей, Қәдірқұл, Қатығұлақ
  6. Қәдірқұл: Алқұлы , Өтеп , Әйтен